# يومي الرقيقة محبوبة الجماهير الساحرة
يومي الرقيقة محبوبة الجماهير الساحرة (魔法のアイドルパステルユーミ ماهو نو آيدول باستل يومي) هي سلسلة أنمي من نوع الفتاة الساحرة قام بإعداده إستديو بيرو. وكانت تصدر المانغا في الوقت ذاته للمؤلف كيوكو أراي. كان المسلسل هو الرابع من نوع الفتاة الساحرة الذي ينتجه إستديو بيرو، كما أن شخصية يومي الرقيقة تظهر في أوفا أخرى. حاولت أنمي سولز جني الأموال من الدي في دي في أمريكا الشمالية ولكنها لم تنجح.

## الحبكة
تحب يومي هانازونو الزهور. وهي ليست بنابغة في الدراسة، ولكنها تحب الرسم، وتريد أن تصبح رسامة مانغا. تدير عائلتها متجرًا لبيع الزهور حيث ترعرعت وهي تقدر الأزهار. يومي رسامة ماهرة، ولكنها لا تستخدم دائمًا أفضل قرار حينما تختار مواضيعها. وفي يوم عيد الزهور، كانت تسلي الأطفال الآخرين من خلال رسم صور للسيدة فوكوروكوجي على جدران منزلها. فوكوروكوجي كانت غاضبة وجعلتها تنظف الجدار بأكمله، ولكنها رأت أن فوكوروكوجي كانت على وشك تدمير زهرة هندباء. بعد إنقاذ الزهرة، أعادت وضعها في حقل الزنابق. بدأت الزهرة بالتحدث معها فاندهشت. وكان صوتي الزهرة لكاكيمارو وكيشيمارو، وهما من جان الزهور وقد أتيا إلى عالم البشر لمنح يومي قدرات خاصة مكافأةً على لطفها.

## طاقم التمثيل
| دور               | مؤدي صوتي       |
| ----------------- | --------------- |
| يومي هانازونو     | ماريكو شيغا     |
| كاكيمارو          | مينا توميناغا   |
| كيشيمارو          | يوريكو فتشيزاكي |
| كيوهيه ميساوا     | يو ميزوشيما     |
| كِنتا ميساوا       | شيكا ساكاموتو   |
| إتشيرو هانازونو   | يوشيتو ياسوهارا |
| موموكو هانازونو   | يوكو ميتا       |
| السيدة فوكوروكوجي | هيروكو ماروياما |
| كونيميتسو         | شيغيرو تشيبا    |
| دانكيتشي هانازونو | كيه تومياما     |
| موسوتاكي          | سوكيكيو كامياما |

## شارات غنائية
| اسم الشارة                                                               | نوع   | كلمات    | تلحين           | أداء صوتي   |
| ------------------------------------------------------------------------ | ----- | -------- | --------------- | ----------- |
| ارقص مع شريط كين (きん の リボン で rockーして كين نو ريبون دي روك-شايت) | بداية | كيكو أسو | إتسوكو ياماكاوا | ماريكو شيغا |
| فتى الفريزيا (フリージアの少年 فريزيا نو شونِن)                           | نهاية | كيكو أسو | إتسوكو ياماكاوا | ماريكو شيغا |

## قائمة الحلقات
| #  | العنوان                                                                                       | تاريخ العرض الأصلي |
| -- | --------------------------------------------------------------------------------------------- | ------------------ |
| 1  | «البلدة تُزهِر بالسحر» "ماتشي ها ماهو دي هانا زاكاري" (街は魔法で花ざかり)                      | 7 مارس 1986        |
| 2  | «استخدام السحر الرائع» "ماهو نو سوتيكي نا تسوكايكاتا" (ステキな魔法の使い方)                  | 14 مارس 1986       |
| 3  | «الفتاة المُغامِرة» "يوروشيكو بوكِن غارو" (よろしく冒険ガール)                                   | 21 مارس 1986       |
| 4  | «رحلة الجد المغامرة» "أوجيتشان بوكِنريوكو (أدوبِنتشا)" (おじいちゃん冒険旅行)                   | 28 مارس 1986       |
| 5  | «رسالة من الطائرة الورقية» "كامي هيكوكي كارانو دنِغون (ميسيجي)" (紙ヒコーキからの伝言)         | 4 أبريل 1986       |
| 6  | «طريق الزوج المسدود» "فوتارينو فوكوروكوجي سان" (ふたりの袋小路さん)                           | 11 أبريل 1986      |
| 7  | «مجلة النظام الغذائي الكئيبة» "ناميدا نو دايتُّو نيكي" (涙のダイエット日記)                     | 18 أبريل 1986      |
| 8  | «رومانسية مجددًا» "مو إتشيدو رومانسو" (もう一度ロマンス)                                       | 25 أبريل 1986      |
| 9  | «حلِّق بأجنحة الحب في السماء العالية» "توبي آي نو تسوباسا دي سوكايهاي" (とべ愛の翼でスカイハイ) | 2 مايو 1986        |
| 10 | «احترس من الشبح المؤذي» "إتازورا أوباكي ني غويوجين" (いたずらオバケに御用心)                  | 9 مايو 1986        |
| 11 | «غموض؟ أسطورة الطائر الذهبي» "فوشيغي؟ أوغون توري دِنسِتسو" (ふしぎ？黄金鳥伝説)                 | 16 مايو 1986       |
| 12 | «إنه لأمر متعب أن تكوني الأخت الكبرى» "أو جوساما هاتسورايو" (お嬢様はつらいよ)                | 23 مايو 1986       |
| 13 | «اترك الأمر لكيوبد» "أوماكاسي كيوبيتُّو" (おまかせキューピッド)                                 | 30 مايو 1986       |
| 14 | «الحبة التي تمحي الذاكرة» "أومويدي ني كيه تاكاكي مارو" (思い出に消えたかき丸)                 | 6 يونيو 1986       |
| 15 | «الحفل الذي قدمته الجنيات» "يوسيه غاكوريتا أونغاكوكاي" (妖精がくれた音楽会)                   | 13 يونيو 1986      |
| 16 | «حب أول» "سوميري شوكو نو هاتسوكوي" (すみれ色の初恋)                                           | 20 يونيو 1986      |
| 17 | «يومي تشان، اعتني بنفسكِ» "يومي تشان كيو تسوكيتي" (ユーミちゃん気をつけて)                     | 27 يونيو 1986      |
| 18 | «حتى يدق جرس الفراق» "هاسشا بيرو نارو مادي" (発車ベルが鳴るまで)                              | 4 يوليو 1986       |
| 19 | «خطوة البتلات» "هانا بيرا نو سوتِبُّو" (花びらのステップ)                                        | 11 يوليو 1986      |
| 20 | «لمَ لا تحاول أن تحب الزهور؟» "هانا وو إتوشي تِميماسِنكا؟" (花を愛してみませんか？)              | 18 يوليو 1986      |
| 21 | «تلقي الرياح إلى السماء اللامتناهية» "هاباتاكي سورا هي كازي وكيتي" (はばたけ空へ風をうけて)   | 25 يوليو 1986      |
| 22 | «خطأ الحب» "كوي نو ميسوكياسوتو" (恋のミスキャスト)                                            | 1 أغسطس 1986       |
| 23 | «الأب الذي يغادر المنزل» "إيدي شيتاو توسان" (家出したお父さん)                                | 8 أغسطس 1986       |
| 24 | «وداعًا يا بلدة الزهور» "سايونارا فوراواتاون" (さよならフラワータウン)                         | 15 أغسطس 1986      |
| 25 | «الذاكرة التي لا تنسى» "واسوري نايدي ميموري" (忘れないでメモリー)                             | 22 أغسطس 1986      |

## وصلات خارجية
- يومي الرقيقة محبوبة الجماهير الساحرة على موقع IMDb (الإنجليزية)
- يومي الرقيقة محبوبة الجماهير الساحرة على موقع كينوبويسك (الروسية)
- يومي الرقيقة محبوبة الجماهير الساحرة على موقع ألو سيني (الفرنسية)
- يومي الرقيقة محبوبة الجماهير الساحرة على موقع قاعدة بيانات الفيلم (الإنجليزية)
- يومي الرقيقة محبوبة الجماهير الساحرة على موقع ANN anime (الإنجليزية)
- يومي الرقيقة محبوبة الجماهير الساحرة على موقع ANN manga (الإنجليزية)
- يومي الرقيقة محبوبة الجماهير الساحرة  في شبكة أخبار الأنمي